# Dinos Mitoglou
Konstantinos "Dinos" Mitoglou (en griego Κωνσταντίνος "Ντίνος" Μήτογλου, Salónica, 11 de junio de 1996) es un baloncestista griego que pertenece a la plantilla del Panathinaikos B.C. de la A1 Ethniki. Con 2,10 metros de estatura, juega en la posición de ala-pívot.

## Trayectoria deportiva

### Universidad
Jugó tres temporadas con los Demon Deacons de la Universidad de Wake Forest, en las que promedió 9,3 puntos y 5,4rebotes por partido.

#### Estadísticas
| Año     | Equipo      | PJ | PT | MPP  | %TC  | %3P  | %TL  | RPP | APP | ROB | TPP | PPP |
| ------- | ----------- | -- | -- | ---- | ---- | ---- | ---- | --- | --- | --- | --- | --- |
| 2014–15 | Wake Forest | 32 | 13 | 22.3 | .442 | .385 | .718 | 4.6 | 0.4 | 0.5 | 0.6 | 9.7 |
| 2015–16 | Wake Forest | 31 | 30 | 23.8 | .427 | .318 | .767 | 5.4 | 0.7 | 0.5 | 0.8 | 9.2 |
| 2016–17 | Wake Forest | 33 | 32 | 24.6 | .421 | .333 | .800 | 6.1 | 0.9 | 0.6 | 0.7 | 8.9 |
| Total   | Total       | 96 | 75 | 23.6 | .430 | .347 | .766 | 5.4 | 0.7 | 0.5 | 0.7 | 9.3 |

### Profesional
Formado en las categorías inferiores del Aris, antes de partir para jugar en Wake Forest llegó a debutar con el primer equipo, disputando tres partidos en los que promedió 1,3 puntos y 1,0 rebotes.
Tras dejar la universidad después de su temporada júnior, firmó contrato con el Panathinaikos B.C.. En su primera temporada con el equipo verde promedió 5,6 puntos y 3,8 rebotes por partido, logrando el título de liga.
El 25 de junio de 2021, firma por el Pallacanestro Olimpia Milano de la Lega Basket Serie A italiana.
El 6 de julio de 2023, Mitoglou regresó a casa en el Panathinaikos B.C. y firmó un contrato de tres años.

### Selección nacional
Tras pasar por las categorías inferiores, debutó con la selección absoluta de Grecia en la Fase de clasificación de FIBA Europa para la Copa Mundial de 2019, promediando 13,3 puntos y 5,3 rebotes en los tres partidos que jugó.
Durante agosto y septiembre de 2023 fue integrante de la selección de Grecia que participó en el Mundial de 2023 celebrado en Asia, y que finalizó en decimoquinto lugar.
Entre julio y agosto de 2024 fue parte de la selección absoluta de Grecia, que disputó los Juegos Olímpicos de París, finalizando en octava posición.